# Manota globigera
Manota globigera är en tvåvingeart som beskrevs av Heikki Hippa 2006. Manota globigera ingår i släktet Manota och familjen svampmyggor. Inga underarter finns listade i Catalogue of Life.